# Ryan Glenn
Ryan Glenn (* 7. Juni 1980 in Port Coquitlam, British Columbia) ist ein kanadischer Eishockeyspieler, der seit Jänner 2019 beim HC 05 Banská Bystrica in der slowakischen Tipsport Extraliga unter Vertrag steht.

## Karriere
Ryan Glenn spielte von 2000 bis 2004 für die St. Lawrence Saints, der Eishockeymannschaft der St. Lawrence University, in der National Collegiate Athletic Association (NCAA). 2001 gewann er mit der Mannschaft die ECAC-Conference, lief 2002/03 als Assistenzkapitän auf und wurde 2004 ins ECAC First All-Star Team gewählt.
Von 2004 bis 2008 war er für verschiedene Mannschaften in der American Hockey League (AHL) und ECHL aktiv, wobei er 2005 mit den Charlotte Checkers das Conference-Halbfinale der ECHL und 2007 das AHL-Division-Finale mit den Providence Bruins erreichte.
Im September 2008 wechselte Glenn nach Europa und unterschrieb beim schwedischen Zweitligisten IF Troja-Ljungby, ehe er in der Folgesaison für Södertälje SK aus der höchsten Liga SHL auflief. Anfang 2010 wurde er vom finnischen Erstligisten Tampereen Ilves unter Vertrag genommen, ehe er im Mai 2012 zu EC Red Bull Salzburg aus der Österreichischen Eishockey-Liga kam und mit der Mannschaft den European-Trophy-Gewinn feiern konnte.
Die beiden folgenden Spielzeiten verbrachte er bei Saimaan Pallo und Oulun Kärpät in Finnland, wobei er mit Kärpät 2015 die Finnische Meisterschaft gewann. 
2015/16 kam er auf 28 Spiele für den finnischen Verein JYP Jyväskylä und auf 14 Spiele für den tschechischen Club HC Sparta Prag. 2016/17 lief er für den italienischen Verein HC Bozen auf, ehe er im Mai 2017 als Neuzugang beim österreichischen Club EC VSV vorgestellt wurde.
Zur Saison 2018/19 wechselte Glenn zu Fehérvár AV19. Im Jänner 2019 wurde der Vertrag aufgelöst.
Ende Jänner 2019 nahm in der slowakische Club HC 05 Banská Bystrica unter Vertrag.

## Erfolge und Auszeichnungen
| - 2001 Whitelaw-Cup-Gewinn mit der St. Lawrence University - 2004 ECAC First All-Star Team - 2005 Teilnahme am ECHL All-Star Game | - 2012 European-Trophy-Gewinn mit dem EC Red Bull Salzburg - 2015 Finnischer Meister mit Oulun Kärpät - 2019 Slowakischer Meister mit dem HC 05 Banská Bystrica |

## Karrierestatistik
(Legende zur Spielerstatistik: Sp oder GP = absolvierte Spiele; T oder G = erzielte Tore; V oder A = erzielte Assists; Pkt oder Pts = erzielte Scorerpunkte; SM oder PIM = erhaltene Strafminuten; +/− = Plus/Minus-Bilanz; PP = erzielte Überzahltore; SH = erzielte Unterzahltore; GW = erzielte Siegtore; 1 Play-downs/Relegation; Kursiv: Statistik nicht vollständig)